# Tan Oral
Tan Oral (* 20. Mai 1937 in Merzifon, Provinz Amasya) ist ein türkischer Karikaturist.
Er ist seit über 50 Jahren in diesem Metier tätig und einer der Karikaturisten-Klassiker der Türkei. Seit 1976 war er auch regelmäßig für die türkische Tageszeitung Cumhuriyet tätig, wurde jedoch 2008 entlassen. Er ist auf der Ausstellung "Die Nase des Sultans" im Museum der Weltkulturen in Frankfurt am Main 2008 vertreten.
Von Tan Oral stammen auch die Illustrationen zu dem Roman Memetçik Memet (Landser Mehmet) von Mehmet Başaran.

## Werke
- 1977: Sansür
- 1978: Büyük Türkiye
- 1980: İki Minik Kentli
- 1986: Gözağrısı
- 1989: Sus ve Dinle
- 1993: Pencereler
- 1986: İstanbul
- 1988: Yaza Çize
- 1999: Yuruyenler
- 2003: Bu Kitabin Kuyrugu Var

### Filme
- 1969: Cumartesi Pazar
- 1970: Sansur
- 1996: Kelebek Kanadi